# Jupiterpark
Het Jupiterpark (Frans: Parc Jupiter) is een park in Vorst in het Brussels Hoofdstedelijk Gewest. Het park van 2,63 hectare groot is gelegen tussen de Jupiterlaan, Besmelaan en Gabriel Fuarélaan en wordt beheerd door de gemeente Vorst. Het park werd in maart 1998 ingeschreven op de lijst van beschermd erfgoed.
Het park is gebouwd op een relatief steile helling en ligt tussen twee grote parken, het Dudenpark en het Park van Vorst.  
Het park bestaat uit bomen, gazons en struiken en op een aangelegd verhoogd plateau werd een stenen oriëntatietafel gebouwd met vermelding van de belangrijkste bezienswaardigheden van de stad en van waar het Atomium, de basiliek van Koekelberg en het stadhuis van Brussel kunnen waargenomen worden.
Het zuidelijk gedeelte is redelijk bebost met essen, Robina's, esdoorns en zoete kers, met een rijke ondergroei van vlier en hulst. Het park bevat enkele opmerkelijke grote witte paardenkastanjes waarvan de grootste een omtrek heeft van 3,2 meter.
In het park staat ook een gemeenschappelijk gebouwtje met een speeltuin er naast.